# The Dirt (film)
The Dirt är en amerikansk biografisk dramakomedifilm från 2019 i regi av Jeff Tremaine och skriven av Rich Wilkes och Amanda Adelson, som handlar om heavy metal/glam metal-bandet Mötley Crüe och deras liv. Filmens huvudroller spelas av Douglas Booth, Colson Baker, Daniel Webber och Iwan Rheon.
Samtalen om en film om Mötley Crüe började redan under år 2006, då Paramount Pictures och MTV Films valde att köpa upp rättigheterna till dess baserande källa, boken The Dirt: Confessions of the World's Most Notorious Rock Band, av just detta band och dess bokförfattare Neil Strauss. Dock så hamnade hela projektet i ett så kallat "development hell" i över ett helt decennium, och gick därefter igenom många regissörer och skådespelare, innan Netflix slutligen valde att köpa upp och ta över alla dess rättigheter, i mars 2017. Inspelningen började därefter i trakterna runtomkring New Orleans i februari 2018.
The Dirt släpptes digitalt på Netflix den 22 mars 2019. Den fick generellt negativa recensioner från kritiker, som sa att filmen skulle glädja fansen, men att den tvekade "att hantera de mer oroande aspekterna av bandets historia."

## Rollista
| Douglas Booth/Trace Masters/Vince Robert Mattis | – Nikki Sixx (Frank Feranna Jr.), Mötley Crües basist                                                                               |
| Iwan Rheon                                      | – Mick Mars, Mötley Crües gitarrist, som för övrigt lider av ankyloserande spondylit (AS)                                           |
| Colson Baker                                    | – Tommy Lee, Mötley Crües trummis                                                                                                   |
| Daniel Webber                                   | – Vince Neil, Mötley Crües sångare                                                                                                  |
| Pete Davidson                                   | – Tom Zutaut, en chef för Elektra Records                                                                                           |
| David Costabile                                 | – Doc McGhee, Mötley Crües långvariga manager                                                                                       |
| Leven Rambin                                    | – Sharise Ruddell-Neil, Vinces lerbrottande och modellande fru                                                                      |
| Kathryn Morris                                  | – Deana Richards, Nikkis främmande mamma                                                                                            |
| Rebekah Graf                                    | – Heather Locklear, Tommys andra fru                                                                                                |
| Tony Cavalero                                   | – Ozzy Osbourne, före detta sångare i Black Sabbath, som kämpar med drogberoende, och som ledde en av Mötley Crües tidigare turnéer |
| Max Milner                                      | – Razzle, trummis i Hanoi Rocks |
| Katherine Neff                                  | – Lovey, Vinces första flickvän |
| Jordan Lane Price                               | – Roxie, Tommys första fästmö, som innan deras uppbrott hade en affär med Nikki                                                     |
| Christian Gehring                               | – David Lee Roth, sångare i Van Halen                                                                                               |
| Anthony Vincent Valbiro                         | – John Corabi, Mötley Crües andra sångare, som anslöt sig efter att Vince hade lämnat bandet                                        |
| Kamryn Ragsdale/Iris och Lyra D'Aquin           | – Skylar Neil, Vinces cancerdöda dotter                                                                                             |
| Melanie Hebert                                  | – VJ på MTV |
| Courtney Dietz                                  | – Athena Lee, musiker tillika Tommys yngre syster                                                                                   |
| Joe Chrest                                      | – David Lee, Tommys pappa |
| Elena Evangelo                                  | – Voula Lee, Tommys mamma |
| Michael Hodson                                  | – Rodney Feranna, Nikkis halvbror                                                                                                   |
| Alyssa Marie Stilwell                           | – Kayla |

Det riktiga Mötley Crüe-bandet dyker också upp i ett arkivmaterial under filmens sluttexter.